# Batahan (Ranah Batahan)
Batahan is een bestuurslaag in het regentschap West-Pasaman van de provincie West-Sumatra, Indonesië. Batahan telt 17.123 inwoners (volkstelling 2010).